# عمر حنين
عمر حنين (بالعبرية: עומר חנין‏) هو لاعب كرة قدم إسرائيلي في مركز حراسة المرمى، ولد في 14 مايو 1998 في ريشون لتسيون في إسرائيل.

## وصلات خارجية
- عمر حنين على موقع قاعدة بيانات كرة القدم.إي يو (الإنجليزية)
- عمر حنين على موقع بيانات كرة القدم. دي إي (الألمانية)
- عمر حنين على موقع Soccerbase.com (لاعب) (الإنجليزية)
- عمر حنين على موقع Soccerway.com (الإنجليزية)
- عمر حنين على موقع عالم كرة القدم.نت (الإنجليزية)